# Empoasca vitis
El mosquito verde de la vid (Empoasca vitis Göethe 1875) es un cicadélido polífago, pero que afecta sobre todo a los cultivos de vid, produce unas picaduras sobre las nervaduras de las hojas que causan alteraciones en la coloración. Los ataques suelen ser limitados no llegando a causar graves daños sobre la calidad o la cantidad de la producción.

## Distribución y hospedantes
Este insecto está presente en toda la región paleártica. Es una especie polífaga  y puede ser encontrada en cultivos herbáceos como cáñamo, solanáceas) y sobre plantas arbóreas (tilo, manzano, peral, ciruelo, melocotonero, árboles del género Quercus aunque el principal hospedante es la vid cultivada tanto para vino como para uva de mesa.

## Morfología
Los adultos son de color verde claro con matices dorados, miden de 3 a 4 mm de longitud y alados. Las ninfas son de color verde claro. Las formas juveniles no tienen alas pero pueden desplazarse rápidamente.

## Biología
Empoasca vitis inverna como hembra fecundada sobre plantas perennes coníferas, hiedra etc. En primavera la hembra emigra al envés de las hojas jóvenes donde deposita de 15 a 20 huevos en las nervaduras de las hojas. De estos huevos emerge la primera generación que llega a estado adulto en 3 o 4 semanas. La segunda generación se suele producir en agosto y es mucho más perjudicial. La tercera generación se da a finales de septiembre o principios de octubre, esta generación es la que inverna en estado de adulto, en refugios en plantas perennes. La última generación puede reproducirse totalmente o solo a medias según sean las temperaturas del otoño. Largos períodos de buen tiempo favorecen el aumento de las poblaciones de Empoasca vitis, mientras que los períodos lluviosos las reducen.
Para llegar de huevo a adulto Empoasca vitis pasa por cinco estadios (dos de neánida y tres de ninfa) normalmente en unas tres semanas. Las formas juveniles suelen alimentarse en las nervaduras secundarias, mientras que los adultos y las ninfas de estadios más avanzados se alimentan en el centro de la hoja en las nervaduras principales; en algunos casos pican también el pecíolo o los brotes. Esta especie prefiere situarse en el envés de la hoja, sobre el que suelen quedar sus exuvias.

## Daños
La importancia de este fitófago estuvo infravalorada hasta la década de 1970. Hasta entonces, se consideraba que los daños causados eran debidos a desequilibrios nutricionales, sequía o fitotoxicidades.
En general, la gravedad de los ataques es escasa y los daños se observan principalmente en las hojas centrales de la parte baja de las cepas, en zonas de sombra. Los daños en la parte alta de la vegetación, si se producen, aparecen más tarde en la estación. Ocasionalmente se pueden observar daños sobre los vástagos.
El insecto, mediante su aparato bucal pica las nervaduras foliares dejando pequeñas manchas marrones. Estas picaduras las realiza para alimentarse de la savia de la planta, por lo que si el ataque es grande, puede debilitar a la planta.
Sobre las variedades de uva blanca aparecen amarilleamientos marginales, mientras que en las de uva negra se desarrollan manchas rosadas parecidas a un mosaico delimitadas por las nervaduras. Posteriormente aparece una triple coloración foliar: la parte central sigue siendo verde, los bordes pasan a ser pardo-rosados y entre las nervaduras las manchas son rojizas en mosaico. Sin embargo en las variedades de uva blanca, las manchas siguen siendo amarillentas.
En caso de ataques graves las hojas llegan a secarse, los márgenes se curvan hacia abajo y pueden llegar a una caída prematura, cayendo primero las hojas de la base de los tallos. Estos síntomas pueden ser confundidos a veces con virosis (enrollamiento foliar), problemas nutricionales (carencia de potasio o magnesio) u otras enfermedades.
Los daños más graves son causados por los ataques de verano (2° generación) al ser el tiempo cálido y seco. Los estadios juveniles son más perjudiciales que los adultos porque siendo menos móviles realizan ataques más intensos sobre la misma hoja.

## Control
Normalmente no son necesarias intervenciones específicas contra Empoasca vitis, ya que los daños causados suelen ser limitados por no ser transmisor de virus. Entre las prácticas agronómicas son aconsejables las podas destinadas a conservar una amplia superficie foliar, capaces de compensar los posibles daños foliares causados. En las zonas particularmente sujetas los ataques de E. vitis se suele determinar como umbral de tratamiento el de dos neánidas por hoja a principios de julio, efectuando el muestreo sobre las hojas de la parte basal y media de los tallos. Como alternativa, pueden utilizarse trampas cromotrópicas amarillas a la altura de racimos. Semanalmente se efectuará seguimiento de los adultos capturados y de los parasitoides capturados. En presencia de parasitoides se considera un umbral de intervención de 500 adultos/trampa y semana; si los parasitoides están ausentes es conveniente efectuar un control también sobre las hojas.

### Control químico
El control químico se suele utilizar cuando se supera cierto umbral de población teniendo en cuenta que el mayor peligro lo supone los ataques de la segunda generación aproximadamente en el mes de julio. Las intervenciones son también efectivos contra otro cicadélido que puede dar problemas Scaphoideus titanus, vector de la flavescencia dorada.
En caso de querer realizar una intervención química específica contra este insecto, se deben utilizar productos autorizados en el cultivo a tratar. Normalmente, los tratamientos a primera hora de la mañana, cuando los insectos están menos móviles, son más efectivos.

### Uso de fauna auxiliar
Normalmente, si no se ha excedido en los tratamientos insecticidas, la actividad de los predadores y parasitoides es suficiente para mantener en niveles bajos las poblaciones de este cicadélido. En particular, el himenóptero mimárido Anagrus atomus es un parasitoide de los huevos de Empoasca vitis y de otros cicadélidos presentes en zarzamora, avellano, rosa canina etc. que desempeña un papel importante al permitir la invernada del antagonista. El himenóptero Stethynium triclavatum también puede parasitar los huevos de Empoasca vitis.